# Kotobukiya
Kotobukiya (株式会社壽屋) là một công ty Nhật Bản, chuyên phát triển, sản xuất và bán các mô hình bằng nhựa. Công ty có các cửa hàng đồ chơi ở Akihabara và Thành phố Tachikawa ở Tokyo và Nipponbashi ở tỉnh Osaka. Công ty còn có tên là Tsubuya.

## Lịch sử
Công ty được thành lập vào năm 1947, ban đầu là một cửa hàng đồ chơi ở thành phố Tachikawa, Tokyo, sau đó vào năm 1953, đổi thành công ty Tsubuya (tái cơ cấu thành một tập đoàn vào tháng 11 năm 1996).
Từ năm 1989, công ty bắt đầu phát triển và bán các bộ dụng cụ mô hình theo tỷ lệ. Công ty chủ yếu làm việc dựa trên các tác phẩm có bản quyền, và được biết đến rộng rãi với các sản phẩm liên quan đến các tác phẩm bên ngoài Nhật Bản như Lucasfilm, Warner Bros. và Marvel Comics. Sau đó, công ty bắt đầu phát triển các sản phẩm của riêng họ.
Tháng 7 năm 1981, công ty đổi tên thương mại thành "Kotobukiya", sử dụng rộng rãi như tên chính thức của nhà sản xuất, và đến tháng 7 năm 1983, ngoài việc bán hàng trực tiếp, công ty mở thêm mảng đặt hàng qua thư.
Năm 1989, công ty phát hành một bộ mô hình dụng cụ gia công ngay tại nhà. Vào thời điểm đó công ty vẫn không có xưởng sản xuất rõ ràng, vì vậy sau khi nhận được đơn đặt hàng, sản phẩm được tạo ra ngay ở phòng phía sau cửa hàng, "Chúng tôi đã làm một cái gì đó giống như một cửa hàng bán Taiyaki".
Tháng 11 năm 2001, công ty mở thêm một cửa hàng mới tại Nipponbashi. Tháng 6 năm 2004, công ty mở thêm cửa hàng Radio Kaikan. Kể từ đó họ mở thêm các cửa hàng như "Cửa hàng thủ công Kotobukiya" (tháng 3 năm 2009), "Hobby Station × Kotobukiya FC Tachikawa" (tháng 10 năm 2009), "Akihabarakan" (tháng 7 năm 2011), "Cửa hàng Fukuoka Tenjin" (tháng 8 năm 2012 - ngày 22 tháng 6 năm 2014), "Cửa hàng Ekinaka Akihabara" (tháng 9 năm 2016 - ngày 30 tháng 9 năm 2018).
Ngày 15 tháng 5 năm 2012, do tòa nhà (cửa hàng bách hóa Daiichi) bị chiếm đóng từ tháng 6 năm 1967, cửa hàng Tachikawa phải đóng cửa sau 45 năm kể từ khi thành lập, nhưng hứa sẽ "chắc chắn trở lại Tachikawa". Giữ đúng lời, ngày 1 tháng 5 năm 2016, một cửa hàng Tachikawa mới đã được khai trương trong một tòa nhà xây dựng dọc theo đường Monorail của thành phố Tama ở lối ra phía bắc của ga Tachikawa. Ngoài ra, cửa hàng có một quán cà phê "Kit Box - Kotobukiya Cafe & Dinner". Hợp tác với các nhân vật như Danbo.
Từ năm 2008, công ty mở rộng thành nhà sản xuất, xuất bản các ấn phẩm bình luận về các mô hình đồ chơi nhựa và tiểu văn hóa, cũng như sách nghệ thuật, sách ảnh và manga.
Năm 2009, công ty đã sản xuất và phát hành "Frame Arms" như một sản phẩm gốc. Bắt đầu từ đó, xuất hiện thêm các dự án sơ khai khác. Công ty cũng mở rộng thêm các dòng tác phẩm có bản quyền dành cho phụ nữ, và sản xuất các sản phẩm gốc cũng như sản xuất hàng hóa nhỏ lẻ.
Tháng 4 năm 2016, với tư cách là một nhóm kinh doanh, công ty cho ra mắt "Câu lạc bộ thể thao Kotobukiya".
Năm 2017, phiên bản anime của "Frame Arms Girl" được công ty tài trợ thay vì ủy quyền sản xuất (bán hàng âm nhạc và gói hàng được xử lý bởi các công ty độc quyền khác nhau. Sau đó nó đã trở thành một chủ đề nóng, vào tháng 3 năm 2018, ra mắt phiên bản anime phần tiếp theo của Frame Arms Girl.
Ngày 26 tháng 9 năm 2017, công ty có tên trên thị trường Jasdaq của Sở giao dịch chứng khoán Tokyo.
Tháng 7 năm 2018, công ty công bố mô hình nhựa có kích thước thật của The Blast Runner (tổng chiều dài 5 m), một chiếc máy bay trong Border Break được hợp nhất dưới sự hợp tác của Frame Arms. Ngoài ra, vào ngày 26 tháng 7, AIQ và Ledge cùng phát triển một công nghệ AI cơ bản áp dụng cho 3D CAD.
Vào tháng 12 năm 2020, công ty tham gia vào doanh nghiệp VR liên quan đến Avatars 3DCG được sử dụng trong các siêu người máy như VRSNS. Doanh số của loạt Avatar-chan, phát triển các mặt hàng thời trang và các cuộc thi, và vào năm 2023, bắt đầu mở rộng loạt "Pret-A-Compositor".
Ngoài ra, vì trụ sở chính và các cửa hàng liên quan được đặt tại Tachikawa, công ty cũng sản xuất và bán các sản phẩm như mô hình tỷ lệ và hàng hóa của nhân vật "Udora", được Thành phố Tachikawa chính thức công nhận kể từ "Udohana-chan" vào tháng 4 năm 2008 và "Kururin" vào tháng 3 năm 2014.
- Lối vào tầng 1 của cửa hàng chính
- "KIT BOX" được gắn vào cửa hàng chính

## Sản xuất
Việc sản xuất các mô hình và tỷ lệ được thực hiện tại một nhà máy nằm ở thị trấn Humen, thành phố Đông Hoản, tỉnh Quảng Đông, Trung Quốc (nhà máy Fabless ở Nhật Bản đã hoạt động từ năm 2021 và dần dần chuyển sang sản xuất trong nước kể từ cuối năm 2022).
Năm 2023, kỷ niệm 70 năm thành lập công ty, một mô hình nhựa 1/300 của tòa nhà trụ sở chính Tachikawa sẽ được phát triển với sự hợp tác của Kikuchi. Trong thông báo của loạt mô hình nhựa "Infinite Encounter Megalomaria" công bố cùng năm, công ty khẳng định chỉ sản xuất các sản phẩm trong nước.

## Sản phẩm gốc
- Frame Arms, Frame Arms Girl
- Mình hỗ trợ sản phẩm (Modeling support goods - M.S.G)
- Cupocho
- The Marble Littles
- Loạt Bishoujo (Minh họa nguyên mẫu: Yamashita Shunya. Marvel Comics, DC Comics)
- Loạt Chopstick
- Pitanu
- Ludence (Linh vật Kojima Production)
- Saisa Girl Garden
- Infinite corridor megalomaria
- Titanomakia
- Evoloid
- Arcanadia
- Primador - Kế hoạch hợp tác với Key
- Kaijusukai Seifuku

## Thế vận hội
Tháng 4 năm 2016, tại Hakone Ekiden, Inada Shoi của Đại học Juntendo đã trở thành một chủ đề nóng sau khi cho nhận xét trên internet "mỗi khi một huấn luyện viên vượt qua bạn, một mô hình sẽ bị tịch thu", ông đã được thuê và ra mắt nhóm kinh doanh "Kotobukiya Athletics Club".
Đây là một nhóm kinh doanh chính thức đã đăng ký với Liên đoàn điền kinh Nhật Bản, nhưng các vận động viên này gọi là "vận động viên quảng cáo" và mục đích chính là quảng cáo thay vì thi đua cạnh tranh.
Tháng 6 năm 2021, Inada Shoi chuyển qua công ty Comodi-iida. Vào tháng 8, Uno Kentaro của Genkizu đã được chào đón như một chân chạy mới.

## Sản phẩm bản quyền
- Alice Gear Aegis (Megami Device Collaboration)
- High-end Master Model Zoids (HMM Zoids)
- One-hit killer! Ms. Hoi Hoi
- Armored Core Variable Infinity
- Muv-Luv Alternative
- Super Robot Wars ORIGINAL GENERATION Plastic Kit Series
- Danbo, Nyanbo!
- Loạt The Shining
- Border Break
- Mega Man
- Loạt Hero
- Loạt Ace Combat
- Armored Daughter
- Marvel Comics
- DC Comics
- Yu-Gi-Oh!
- Hatsune Miku
- Medabots